# محمد طيبي
محمد طيبي مواليد 11 سبتمبر 1986 لاعب كرة قدم إيراني دولي يجيد اللعب في خط الدفاع. يلعب حاليا لصالح نادي بارس الجنوبي ومنتخب إيران لكرة القدم .
لعب سابقاً في نادي استقلال خوزستان و وقع مع نادي قطر في عام 2017 .